# Supraalimentarea motoarelor cu ardere internă
Supraalimentarea motoarelor cu ardere internă, este dotarea cu unul sau mai multe compresoare mecanice, sau cu turbocompresor, sau cu ambele din aceste sisteme auxiliare ale motorului cu ardere internă pentru a suplimenta cantitatea de aer intrată în cilindru. Tehnologia turbo este folosită la majoritatea motoarelor moderne. 
Când sunt combinate aceste două sisteme de comprimare a aerului în galeria de admisie la motoare, atunci se numește: „Twincharged” (eng. twin = dublu, charged = încărcat). Acest sistem de comprimare se folosește la VW (TSI), sau Audi (TFSI), unde compresorul acționat mecanic la turațiile mici comprimă aerul până la turația motorului de 2000 rot/min, după care, de la turația motorului de peste 3500 rot/min, o clapetă reglează participarea turbocompresorului la comprimarea aerului, iar compresorul mecanic este decuplat electromagnetic.
- De această formă combinată de admisie a aerului, s-au folosit la autoturismele de raliu Lancia Delta S4 în ani 1980 la ≈ 200 exemplare.

- din 2005 VW Golf V GT1,4 (170 CP), la mas.
- din 2006 Audi RS4 B7, 4,2-l-V8 «420 CP la 7800 r/min. (min-1).»
- din 2006 VW Touran, 1,4 (170 CP), la mas.
- din 2007 VW Tiguan, la mas.
- din 2008 VW Golf VI, VW Scirocco III la mas.

- Prima producție în serie de autoturisme acționate de motoare diesel turbosupraalimentate a fost modelul Mercedes-Benz OM617, începând din luna mai 1978.
- Prima producție în serie de autocamioane acționate de motoare diesel turbosupraalimentate a fost MAN, începând din anul 1951.